# Westkarpaten

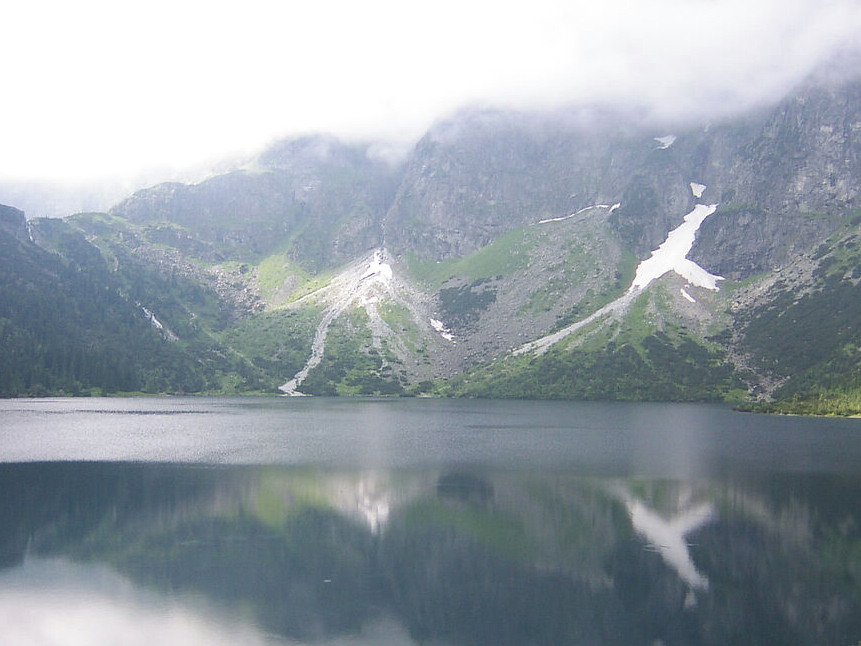
Westkarpaten, Tatry, Polen

Die Westkarpaten (sk Západné Karpaty, cz Západní Karpaty, pl Karpaty Zachodnie) sind ein Teil der Karpaten. Die Westkarpaten entsprechen weitgehend dem Gebiet der Slowakei und den angrenzenden Gebieten Österreichs (nordöstlichstes Österreich, östlich vom Wiener Becken), Tschechiens (östliches Mähren), Polens (südliches Polen: Woiwodschaft Schlesien, Woiwodschaft Kleinpolen und Woiwodschaft Karpatenvorland) sowie Ungarns (nördliches Ungarn).

## Überblick
Die Grenze zu den Ostkarpaten im weiteren Sinne verläuft im Nordosten der Slowakei etwa entlang der Linie Bardejov–Michalovce, d. h. die letzten Gebirgszüge der Westkarpaten sind Čergov und Slanské vrchy. Als einzelner Grenzpunkt wird meist der Duklapass (sk: Dukliansky priesmyk, pl: Przelecz Dukielska) genannt.
Der höchste Teil der Westkarpaten und zugleich der gesamten Karpaten ist die Tatra mit dem höchsten Berg Gerlachovský štít (Gerlsdorfer Spitze) mit 2655 m ü. M.
Bei den Westkarpaten ist die Unterscheidung zwischen den Äußeren Westkarpaten und den Inneren Westkarpaten wichtig. Näheres siehe unter Karpaten.
Die (Äußeren) Westkarpaten beinhalten auch eine Serie von Gebirgen, die traditionell den Namen Beskiden tragen. Die Niederen Beskiden (sl: Nízke Beskydy, pl: Beskid Niski) in der Ostslowakei und in Polen gehören jedoch bereits zu den (Äußeren) Ostkarpaten. Den Namen Beskiden tragen fast sämtliche Karpaten-Gebirge in Polen, es gibt sie jedoch auch in Tschechien (z. B. Moravskoslezské Beskydy), der Slowakei (z. B. Nízke Beskydy) und der Ukraine.

## Gliederung

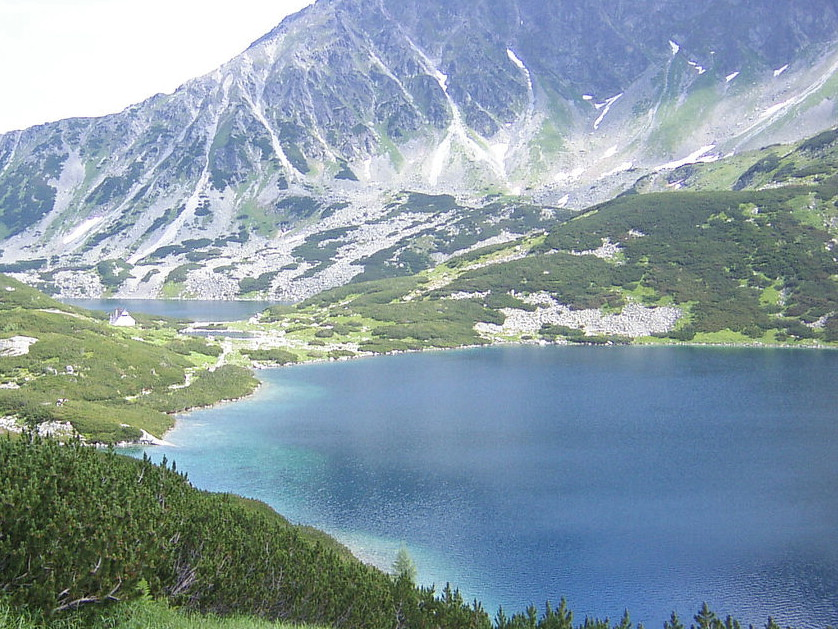
Westkarpaten, Tatry, Polen

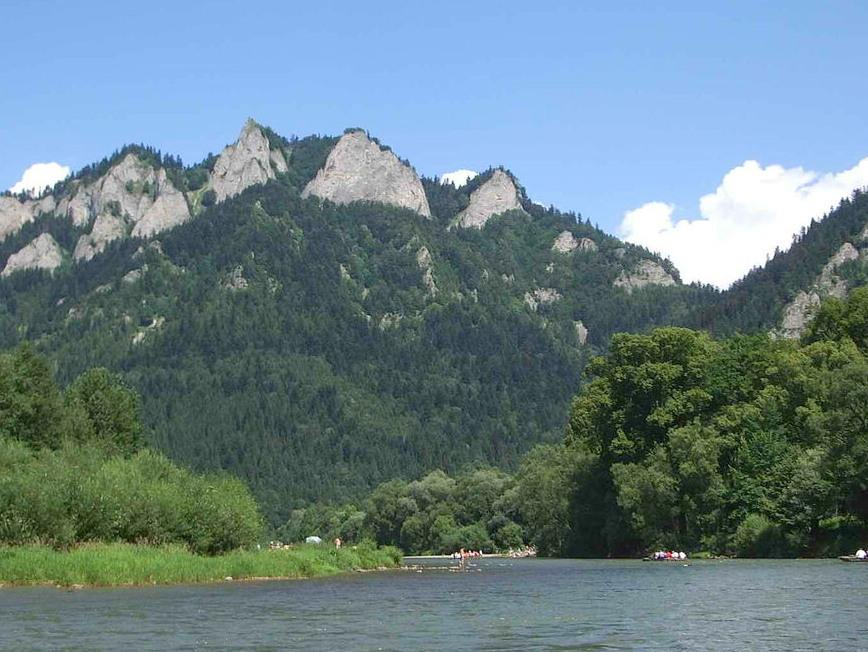
Westkarpaten, Pieniny-Gipfel Drei Kronen, Dunajez-Fluss, Polen

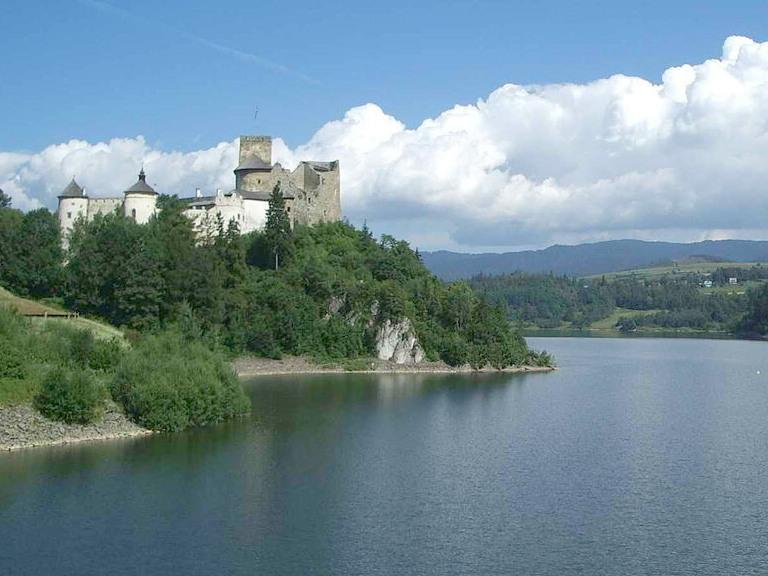
Westkarpaten, Niedzica-Burg am Dunajez, Polen

Die Westkarpaten zeichnen sich durch ein sehr gegliedertes Relief aus (viele Täler u. Ä.), so dass sie aus unzähligen Kleingebirgen bestehen.
Die Einteilung der einzelnen Gebirgszüge ist nicht einheitlich geregelt. Hierzu finden sich in der Literatur und auf verschiedenen Karten unterschiedliche Angaben, insbesondere bei Gebirgen der slowakisch-polnischen Grenzregion. Auch ist die Zugehörigkeit einiger Gebirge an der „Innenseite“, das heißt an der Südseite der Westkarpaten, zu den Karpaten umstritten.
| vergrößern und Informationen zum Bild anzeigenGebirge der Westkarpaten | Innere Westkarpaten Kleine Karpaten (slow. Malé Karpaty) – Záruby, 767 m Inowetz (slow. Považský Inovec) – Inovec, 1041 m Tríbeč – Veľký Tribeč, 829 m Vogelgebirge (slow. Vtáčnik) – Vtáčnik, 1346 m Strážovské vrchy – Strážov, 1213 m Kremnitzer Berge (slow. Kremnické vrchy) – Flochová, 1318 m Schemnitzer Berge (slow. Štiavnické vrchy) – Sitno, 1009 m Kleine Fatra (slow. Malá Fatra) – Veľký Kriváň, 1709 m Große Fatra (slow. Veľká Fatra) – Ostredok, 1596 m Niedere Tatra (slow. Nízke Tatry) – Ďumbier, 2045 m Tatra (Gebirge) mit den Teilgebirgen Westtatra (slow. Západné Tatry) – Bystrá, 2248 m Hohe Tatra (slow. Vysoké Tatry) – Gerlachovský štít, 2655 m Belaer Tatra (slow. Belianske Tatry) – Havran, 2152 m Slowakisches Erzgebirge (slow. Slovenské Rudohorie) – Stolica, 1476 m Mátra – Kékes, 1015 m Bükk – Istállós-kő, 959 m Zipser Magura (slow. Spišská Magura) – Repisko, 1259 m Slowakisches Paradies (slow. Slovenský raj) – Havrania skala, 1153 m Leutschauer Berge (slow. Levočské vrchy) – Čierna hora, 1290 m Čergov – Minčol, 1157 m |
| Äußere Westkarpaten Weiße Karpaten (slow. Biele Karpaty) – Velká Javořina, 970 m Mährisch-Schlesische Beskiden (tsch. Moravskoslezské Beskydy) – Lysá hora, 1323 m Javorníky – Veľký Javorník, 1071 m Slowakische Beskiden (slow. Slovenské Beskydy), mit den Teilgebirgen Kysucké Beskydy – Veľká Rača, 1236 m Oravské Beskydy – Babia hora, 1725 m Saybuscher Beskiden (poln. Beskid Żywiecki), teilweise identisch mit den Slowakischen Beskiden – Babia Góra, 1725 m Oravská Magura – Minčol, 1396 m Mittlere Beskiden (poln. Beskid Średni) – Lubomir, 912 m Inselbeskiden (poln. Beskid Wyspowy) – Mogielica, 1171 m Gorce – Turbacz, 1311 m Sandezer Beskiden (poln. Beskid Sądecki) – Radziejowa, 1262 m | Innere Westkarpaten Kleine Karpaten (slow. Malé Karpaty) – Záruby, 767 m Inowetz (slow. Považský Inovec) – Inovec, 1041 m Tríbeč – Veľký Tribeč, 829 m Vogelgebirge (slow. Vtáčnik) – Vtáčnik, 1346 m Strážovské vrchy – Strážov, 1213 m Kremnitzer Berge (slow. Kremnické vrchy) – Flochová, 1318 m Schemnitzer Berge (slow. Štiavnické vrchy) – Sitno, 1009 m Kleine Fatra (slow. Malá Fatra) – Veľký Kriváň, 1709 m Große Fatra (slow. Veľká Fatra) – Ostredok, 1596 m Niedere Tatra (slow. Nízke Tatry) – Ďumbier, 2045 m Tatra (Gebirge) mit den Teilgebirgen Westtatra (slow. Západné Tatry) – Bystrá, 2248 m Hohe Tatra (slow. Vysoké Tatry) – Gerlachovský štít, 2655 m Belaer Tatra (slow. Belianske Tatry) – Havran, 2152 m Slowakisches Erzgebirge (slow. Slovenské Rudohorie) – Stolica, 1476 m Mátra – Kékes, 1015 m Bükk – Istállós-kő, 959 m Zipser Magura (slow. Spišská Magura) – Repisko, 1259 m Slowakisches Paradies (slow. Slovenský raj) – Havrania skala, 1153 m Leutschauer Berge (slow. Levočské vrchy) – Čierna hora, 1290 m Čergov – Minčol, 1157 m |

## Anmerkung
Die Rumänen bezeichnen hingegen als Westkarpaten (Carpaţii Occidentali) das Banater Gebirge, das Poiana-Ruscă-Gebirge und das Apuseni-Gebirge, die an der Grenze zu Ungarn und Serbien liegen und in etwa folgende Städte beinhalten:
Oradea, Cluj-Napoca, Beiuș, Ștei, Abrud, Brad, Moldova Veche, Orșova, Bocșa, Reșița und Anina.